# Hofje van Kortekaas

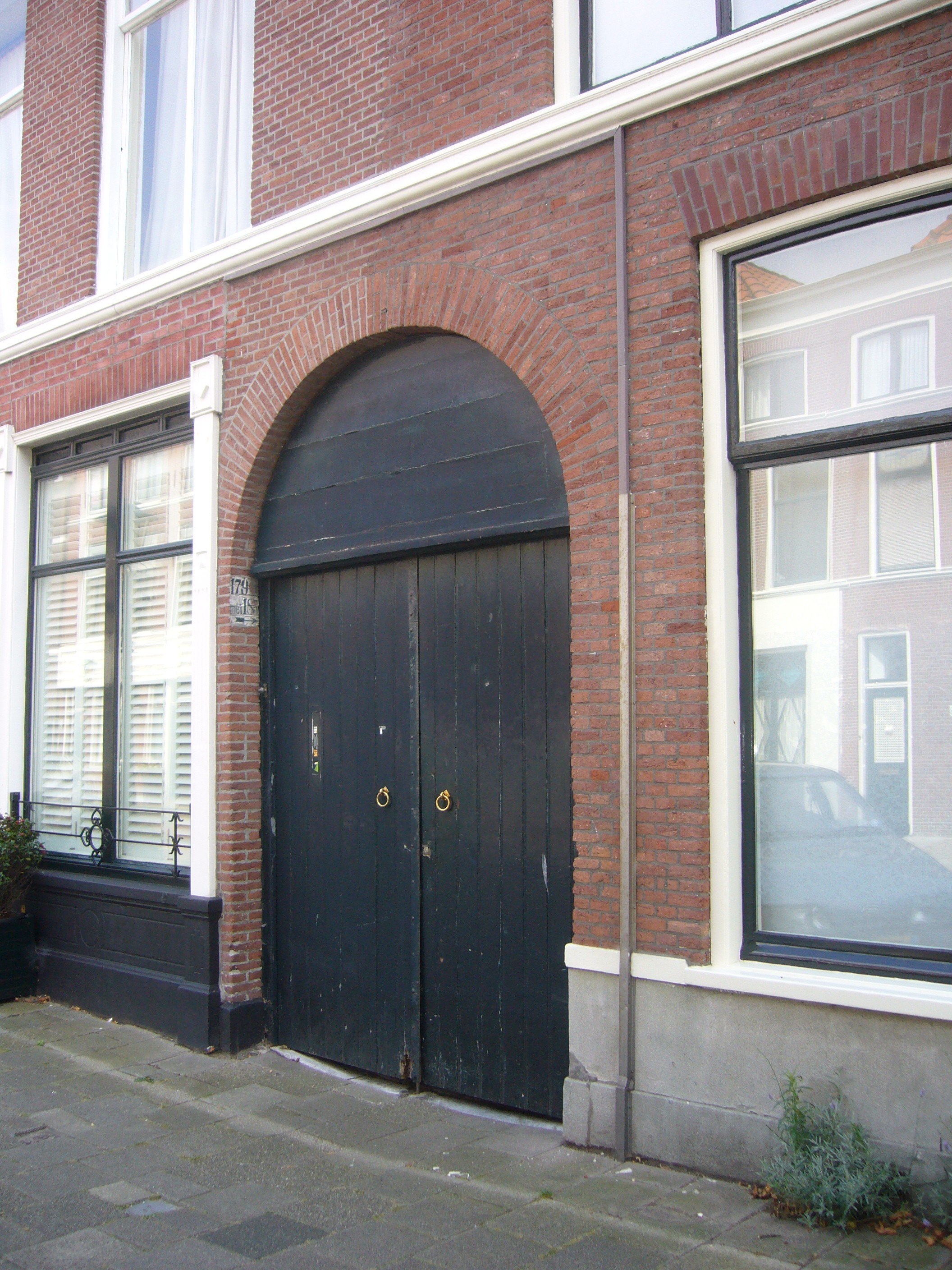

Het Hofje van Kortekaas is een klein hofje in de Archipelbuurt in Den Haag.
De Archipelbuurt van Den Haag heeft nog veel hofjes. Dit hofje bevindt zich in de Sumatrastraat, waar nog vier hofjes zijn: De Witte Poort (nrs 249-271), het Hofje van Elf (nrs 230-232), een naamloos hofje (nrs 268-310) en het Hofje van Kortekaas. De straat werd in 1870 aangelegd, net na de Balistraat, en de hofjes zijn iets later aangelegd. De ingang van dit hofje, dat oorspronkelijk uit drie huizen bestond, is een onopvallende, donkergroene getoogde deur. Het hofje heeft een binnenplaats. Links was vroeger een smederij. De vuurplaats bleef behouden.
De drie huizen zijn nu samengetrokken tot een geheel, dat door kunstenaarsechtpaar Wim en Carla Rutgers wordt bewoond.